# Lopare
Lopare su općina i naselje u sjeveroistočnom dijelu Bosne i Hercegovine. Lopare se nalaze u živopisnom krajoliku, gdje planina Majevica prelazi sa svojih visova ka ravnici, Semberiji i Posavini. Lopare su oduvijek bile centar tog dijela Podmajevice.

## Zemljopis
Površina općine zauzima 298 kvadratnih kilometara, sa 16.828 stanovnika u 4.704 domaćinstva. 

## Stanovništvo
Po posljednjem službenom popisu stanovništva iz 1991. godine, općina Lopare imala je 32.537 stanovnika, raspoređenih u 40 naselja.
| Stanovništvo općine Lopare |                 |                 |                 |
| godina popisa              | 1991.           | 1981.           | 1971.           |
| Srbi                       | 18.243 (56,06%) | 19.522 (57,81%) | 20.497 (60,55%) |
| Muslimani                  | 11.990 (36,85%) | 11.952 (35,39%) | 11.621 (34,33%) |
| Hrvati                     | 1.263 (3,88%)   | 1.608 (4,76%)   | 1.537 (4,54%)   |
| Jugoslaveni                | 583 (1,79%)     | 500 (1,48%)     | 43 (0,12%)      |
| ostali i nepoznato         | 458 (1,40%)     | 187 (0,55%)     | 149 (0,44%)     |
| ukupno                     | 32.537          | 33.769          | 33.847          |

#### Lopare (naseljeno mjesto), nacionalni sastav
| Lopare             |                |              |              |
| godina popisa      | 1991.          | 1981.        | 1971.        |
| Srbi               | 1.417 (82,38%) | 667 (69,04%) | 556 (80,34%) |
| Muslimani          | 114 (6,62%)    | 75 (7,76%)   | 95 (13,72%)  |
| Hrvati             | 17 (0,98%)     | 11 (1,13%)   | 23 (3,32%)   |
| Jugoslaveni        | 134 (7,79%)    | 190 (19,66%) | 1 (0,14%)    |
| ostali i nepoznato | 38 (2,20%)     | 23 (2,38%)   | 17 (2,45%)   |
| ukupno             | 1.720          | 966          | 692          |

Etnička slika stanovništva je umnogome promijenjena tijekom rata radi etničkog čišćenja Bošnjaka u istočnoj, sjevernoj i sjeveroistočnoj Bosni. Aneksom VII, Daytonskog sporazuma zagarantiran je povratak protjeranog stanovništva koji je u porastu na području općine Lopare. Naseljenost po kvadratnom kilometru je danas 60,1 stanovnik ili 3,58 domaćinstva.

## Naseljena mjesta
Bobetino Brdo, 
Brezje,
Brijest, 
Brusnica, 
Bučje, 
Jablanica, 
Koraj, 
Koretaši, 
Kozjak, 
Labucka, 
Lipovice, 
Lopare, 
Lopare (selo), 
Lukavica, 
Mačkovac, 
Miladići, 
Milino Selo, 
Mirosavci, 
Mrtvica, 
Peljave, 
Piperi, 
Pirkovci, 
Podgora, 
Priboj, 
Pukiš, 
Puškovac, 
Smiljevac, 
Tobut, 
Vakuf, 
Visori i 
Vukosavci.
Pred sam rat, iz općine Lopare je izdvojena općine Čelić. Poslije Daytona najveći dio općine Lopare ušao je u sastav Republike Srpske, a najveći dio općine Čelić ušao je u sastav Federacije Bosne i Hercegovine.

## Povijest
Naziv Lopare potiče, po legendi, od drevnog lopara, drvene alatke slične lopati za stavljanje tijesta u pekaru i vađenje kruha, koje je nekada u ovom mjestu izrađivao glasoviti majstor. Po drugoj legendi, Lopare su dobile ime po stanovnicima koji su ovdje živjeli i često se tukli, što se u žargonu kaže "lopali".
O prošlosti Lopara ne može se sa sigurnošću govoriti. Prvi podatci o naselju potječu iz druge polovine 18. stoljeća, jer su ovdje bili konaci, a građeni su na raskrsnici puteva i služili za odmaranje trgovačkih i drugih karavana. Područje oko rijeke Gnjice se počinje širiti, stvara se njena dolina, što je bilo povoljno za razvoj domaćinstava na ovom prostoru.
Ostaci nadgrobnih spomenika bosanskih heretika (kako su ih povjesničari nazivali: bogumila) ili nekadašnjih pripadnika Crkve bosanske (stećaka) su vrlo prisutni na području općine. Najviše ih je (čak 30) na tromeđi između Tobuta, Labucke i Vukosavaca. Prema arheološkim nalazima, tvrdi se da je u ovom kraju bilo i Ilirsko naselje, još prije 2600 godina, što odgovara srednjem željeznom dobu.
Početak komunalne izgradnje vezuje se za period austrougarske vladavine (1878. – 1918.) kada je izgrađena zgrada današnjeg općinskog suda (ranije je to bila žandarmerijska stanica) i oba puta koji vezuju Lopare sa susjednim općinama.

## Poznate osobe
- Gordana Tomić - Miss BiH za Miss svijeta 2007. godine
- Radivoje Kerović, izvanredni profesor (Filozofski fakultet sveučilišta u Banjoj Luci), pisac
- Radivoje Kerović, četnički vojvoda
- Cvijetin Mijatović - član Predsjedništva SFRJ i jedan od prvih predsjednika SFRJ poslije Tita
- Mile Ilić, košarkaš

## Vanjske poveznice
- Lopare Online
- Službena stranica